# Ray Powell (homme politique britannique)
Pour les articles homonymes, voir Ray Powell.
Ray Powell est un homme politique travailliste gallois né le 19 juin 1928 à Treorchy et mort le 7 décembre 2001 à Londres. Il est député à la Chambre des communes de 1979 à sa mort.

## Biographie

### Origines
Raymond Powell naît le 19 juin 1928 à Treorchy, dans le Glamorgan. Fils de mineur, il est scolarisé à la grammar school de Pentre avant de suivre des études au National Council of Labour Colleges (en) et à la London School of Economics.
Après ses études, Powell travaille pour British Rail comme pompier de 1946 à 1950 avant de devenir commerçant (il est syndiqué à la Union of Shop, Distributive and Allied Workers (en) pendant plus d'un demi-siècle). Il gère sa propre boucherie de 1956 à 1966, puis devient cadre supérieur à la Welsh Water Authority (en) de 1969 à 1979.

### Carrière politique
En 1967, Powell devient secrétaire et directeur de campagne de Walter Padley, le député travailliste d'Ogmore. Il est membre du comité exécutif de la branche galloise du Parti travailliste à partir de 1970 et siège comme conseiller du borough de l'Ogwr de 1973 à 1979.
Walter Padley annonce prendre sa retraite avant les élections générales de 1979 et souhaite que Powell soit le candidat travailliste pour la circonscription d'Ogmore à ces élections. Le parti hésite entre plusieurs candidats, parmi lesquels Ron Davies, Ann Clwyd, William Edwards (en) et Gwynoro Jones (en), mais finit par nominer Powell au bout de neuf heures de débats. Il est élu avec une large majorité de 16 000 voix,.
Systématiquement réélu pendant deux décennies, Powell participe à plusieurs comités parlementaires et exerce la charge de whip des députés travaillistes gallois de 1983 à 1995. Il se distingue par son opposition au travail dominical et milite en faveur de davantage de contrôles sur la qualité de la viande. S'il est en faveur de la dévolution du pouvoir lors du référendum de 1979, il se range dans le camp du « non » lors du référendum de 1997, car il ne souhaite pas que l'Assemblée galloise soit élue au scrutin proportionnel.
Powell cesse d'être whip en 1995, peu après l'arrivée de Tony Blair à la tête du Parti travailliste. Il est alors l'un des députés travaillistes les plus âgés et ses idées ne correspondent pas à celles du New Labour promues par Blair ; il se définit lui-même comme appartenant au Old Labour. S'il est fait knight bachelor en 1996, c'est semble-t-il pour compenser sa perte du whip.
Lors des élections générales de 1997, la direction du Parti travailliste incite Powell à ne pas se représenter au profit d'Alan Howarth. Powell refuse d'obtempérer (il affirme qu'on lui aurait offert un titre de pair à vie en échange de son désistement), l'antenne locale du parti le sélectionne tout de même comme candidat et il est réélu avec une majorité écrasante de 24 000 voix,.

### Vie privée
Ray Powell meurt à Londres le 7 décembre 2001, à l'âge de soixante-treize ans. Sa fille Janice Gregory (en) fait également carrière en politique et représente la circonscription d'Ogmore à l'Assemblée galloise de 1999 à 2016.